# Élanion à queue blanche
Elanus leucurus
Espèce
Statut de conservation UICN

 LC  : Préoccupation mineure
Statut CITES
L'Élanion à queue blanche (Elanus leucurus) est une petite espèce de rapace appartenant à la famille des Accipitridae.

## Répartition
Cet oiseau se trouve dans l'Ouest de l'Amérique du Nord et dans certaines régions de l'Amérique du Sud.

## Comportement
En dehors de la période de reproduction, ils vivent en groupe d'une centaine d'individus.

## Sous-espèces
D'après la classification de référence (version 14.1, 2024) de l'Union internationale des ornithologues, l'Urubu à tête rouge possède 6 sous-espèces (ordre philogénique) :
- Elanus leucurus majusculus Bangs & Penard, TE, 1920 ;
- Elanus leucurus leucurus (Vieillot, 1818).